# Armand Coquart
Pour les articles homonymes, voir Coquart.
Armand Coquart, né le 4 août 1906 à Saint-Quentin et mort le 14 avril 1994 à Lille, est un homme politique français.

## Détail des fonctions et des mandats
Mandat parlementaire
- 13 janvier 1948 - 24 février 1948 : Sénateur du Nord